# Novello
Novello är en ort och kommun i provinsen Cuneo i regionen Piemonte i Italien. Kommunen hade 983 invånare (2018).